# Dactylorchis pseudo-traunsteineri
Dactylorchis pseudo-traunsteineri là một loài thực vật có hoa trong họ Lan. Loài này được (Fuchs) Verm. mô tả khoa học đầu tiên năm 1947.